# کلارنس (پنسیلوانیا)
کلارنس (به انگلیسی: Clarence) یک منطقهٔ مسکونی در ایالات متحده آمریکا است که در پنسیلوانیا واقع شده‌است. کلارنس ۴٫۲۷ کیلومتر مربع مساحت و ۶۲۶ نفر جمعیت دارد و ۴۲۶٫۷۳ متر بالاتر از سطح دریا واقع شده‌است.